# Parydra halteralis
Parydra halteralis är en tvåvingeart som först beskrevs av Cresson 1930.  Parydra halteralis ingår i släktet Parydra och familjen vattenflugor. Inga underarter finns listade i Catalogue of Life.